# 幻影特工
《幻影特攻》是香港1998年的电影，讲的是在孤儿院三个一起长大的好友成为了科学家。嘉禾公司出品。

## 工作人员
导演: 马楚成
编剧: 罗志良、周小文、潘源良

## 演员
陈慧琳
尹子维
黄子鸿
郑伊健
陈小春
樋口明日嘉
杨峥
1. 1 2 3  . 豆瓣.   [2016-09-08]. （原始内容存档于2016-09-15） （中文（中国大陆））.
2. 1 2  . 新浪. 2008年3月12日  [2016-09-09]. （原始内容存档于2016-09-17） （中文（中国大陆））.